# Yuki Kobayashi (1988)
Yuki Kobayashi (小林 裕紀 Kobayashi Yūki?, nacido el 18 de octubre de 1988 en Asao-ku, Kawasaki, Kanagawa) es un futbolista japonés que se desempeña como centrocampista en el Oita Trinita de la J1 League.

## Trayectoria

### Clubes
| Club            | País  | Año         |
| --------------- | ----- | ----------- |
| Júbilo Iwata    | Japón | 2011 - 2013 |
| Albirex Niigata | Japón | 2014 - 2016 |
| Nagoya Grampus  | Japón | 2017 - 2019 |
| Oita Trinita    | Japón | 2019 -      |

## Estadística de carrera

### J. League
| Club            | Año   | J. League | J. League | Copa J. League | Copa J. League | Total | Total |
| Club            | Año   | Part.     | Goles     | Part.          | Goles          | Part. | Goles |
| --------------- | ----- | --------- | --------- | -------------- | -------------- | ----- | ----- |
| Júbilo Iwata    | 2011  | 33        | 0         | 4              | 1              | 37    | 1     |
| Júbilo Iwata    | 2012  | 32        | 2         | 3              | 0              | 35    | 2     |
| Júbilo Iwata    | 2013  | 31        | 1         | 5              | 0              | 36    | 1     |
| Albirex Niigata | 2014  | 25        | 0         | 3              | 0              | 28    | 0     |
| Albirex Niigata | 2015  | 21        | 0         | 6              | 0              | 27    | 0     |
| Albirex Niigata | 2016  | 29        | 0         | 5              | 0              | 34    | 0     |
| Nagoya Grampus  | 2017  | 26        | 1         | -              | -              | 26    | 1     |
| Total           | Total | 197       | 4         | 26             | 1              | 223   | 5     |